# Archibald Campbell, I marchese di Argyll
Archibald Campbell, I marchese di Argyll (1607 – Edimburgo, 27 maggio 1661), è stato un nobile scozzese.

## Biografia
Era l'unico figlio maschio di Archibald Campbell, VII conte di Argyll, e della sua prima moglie, Agnes Douglas, figlia di William Douglas, VI conte di Morton. Studiò presso l'università di Saint Andrews.
Divenne presto signore assoluto dei suoi feudi, essendo a capo dei suoi possedimenti da quando il padre abbandonò il protestantesimo per combattere al servizio di Filippo III di Spagna. La sua autorità crebbe rapidamente: all'apice della sua potenza, disponeva della fedeltà di ventimila vassalli ed era effettivamente l'uomo più influente di Scozia.
Durante le guerre di religione, difese i presbiteriani contro Carlo I d'Inghilterra e riuscì a limitare il potere assoluto del re di fronte ad un'assemblea rappresentativa scozzese. Nel 1641 ottenne il titolo di marchese.

## Guerra civile
Nella guerra civile inglese si schierò contro il parlamento lungo e lottò in Scozia contro i realisti.
Nel 1646, fu mandato a negoziare con il re a Newcastle dopo la sua consegna all'esercito scozzese, quando cercò di moderare le richieste del Parlamento e allo stesso tempo di persuadere il re ad accettarli. Il 7 luglio 1646, è stato nominato membro dell'Assemblea dei teologi.
Questa alleanza, però, fu subito distrutta con l'esecuzione di Carlo I, il 30 gennaio 1649. Nella serie di incidenti aggrovigliati che seguirono, Argyll perse il controllo della politica nazionale.
Appoggiò allora Carlo II facendolo incoronare re di Scozia nel 1651. Collaborò poi con Oliver Cromwell.

## Matrimonio
Sposò, il 6 agosto 1626, Lady Margaret Douglas (1610-13 marzo 1677), figlia di William Douglas, VII conte di Morton. Ebbero cinque figli:
- Lord Neil, sposò Lady Vere Kerr, non ebbero figli;
- Lady Jean (?-31 luglio 1712)
- figlia nata morta;
- Archibald Campbell, IX conte di Argyll (26 febbraio 1629-30 giugno 1685);
- Lady Mary (1634-4 febbraio 1691), sposò in prime nozze George Sinclair, VI conte di Caithness, non ebbero figli, e in seconde nozze John Campbell, I conte di Breadalbane, ebbero un figlio.

## Morte
Al ritorno degli Stuart subito arrestato per ordine di Carlo II e imprigionato nella Torre, con l'accusa di alto tradimento.
Fu condannato a morte per decapitazione il 27 maggio 1661. La condanna venne firmata dal re. La sua testa venne esposta sullo stesso picco sul lato ovest di Tolbooth come quella di Montrose, e il suo corpo fu sepolto presso la Holy Loch, dove la testa venne depositata nel 1664.